# Weichseldeutsche
Die Weichseldeutschen waren eine deutsche Volksgruppe, die im Gebiet der mittleren Weichsel, südlich von Warschau bis knapp östlich von Thorn, auf dem Staatsterritorium des heutigen Polen siedelte. Die Siedlungsgeschichte begann im sechzehnten Jahrhundert (die sogenannten Holländer, siehe Hauländer) und endete mit der Vertreibung der Weichseldeutschen 1945. Die rund 25.000 Weichseldeutschen lebten in 74 größeren und 200 kleineren Dörfern in der Weichselniederung und einigen wenigen Tochtersiedlungen im benachbarten Bugtal. Das größte zusammenhängende Gebiet stellt hierbei die Iłówer Sprachinsel in ihr lebten über 7000 Deutsche in 40 Niederungsdörfern. Sie zog im Bereich um den Ort Iłów rund 35 Kilometer an der Weichsel entlang und war im Durchschnitt 5 Kilometer breit.

## Geschichte
Die deutsche Besiedlung begann nach dem Großen Nordischen Krieg (1700–1721), längs der Weichsel südöstlich von Thorn. Mit der Zeit wurden immer mehr Siedlungen östlich der Ursprungssiedlungen gegründet. Ein Großteil der Weichselgewässerregion kam 1793 unter preußische Herrschaft und wurde zu den Provinzen Südpreußen und Neu-Ostpreußen. Das Gebiet des Herzogtums Warschau wurde nach den Napoleonischen Kriegen im Vertrag von Paris 1815 Teil russisch beherrschten Kongresspolens. Während der russischen Herrschaftsperiode setzte sich die deutsche Migration fort. Die deutschen Siedler setzten sich meist in bestehende, aber auch in vielen neuen Gemeinden ab, so dass vor dem Ersten Weltkrieg weit über 3000 Dörfer mit deutschen Einwohnern dokumentiert werden konnten.
Einige deutsche Dörfer in der Umgebung wurden durch das Adjektiv Olędrzy (für die holländische Siedlungen, Deutsch Hauländer) oder Niemiecki identifiziert, was "Deutsch" auf Polnisch bedeutet (z. B. Kępa Niemiecka). Dies unterschied von Deutschen besiedelte Dörfer, von den polnischen Dörfern im selben Gebiet (das polnische Dorf konnte das Adjektiv Polski haben (z. B. Kępa Polska)). Nach dem Zweiten Weltkrieg wurde das Adjektiv aufgrund antideutscher Gefühle häufig fallengelassen oder durch Begriffe wie Nowe (neu) ersetzt. Dennoch behielten einige Dörfer die alte Bezeichnung bis heute.

## Übersicht über die Ortschaften
(Quelle:)
- Słońsk, dt. Name: Schlonsk (1605)
- Alt-Bógpomóż, dt. Name: Althelfgott[4] (1610)
- Włęcz, dt. Name: Lentzen (1625)
- Neu-Bógpomóż; dt. Name: Neuhelfgott[5] (1630)
- Wolschewe[6] (pl.:Woluszewo) (1650)
- Rybitwy (um 1700)
- Makowisko, dt. Name: Wolschebuden (um 1700)
- Osieker Lengden (1731)
- Psiarzewo (nachträglich Siarzewo genannt) (1738)
- Łengden-Witoszyn (auch Witoschin-Lengden genannt)(1740)
- Wolfswinkel (1740)
- Łęg Holland (1740)
- Domb (1745)
- Dobiegniewo (1745)
- Duninów
- Ładne
- Wola Brwileńska
- Dąb Wielki, dt. Name: Groß Dembe (1746)
- Antoniner Kämpe (1749)
- Kämpe Tokary bei Plozk (1759)
- Deutsch-Troszyn (1759) bei Troszyn (heute Stadt- und Landgemeinde Gąbin)
- Borke (1759) bei Troszyn
- Deutsch-Wiączemin (auch Deutsch Gensemin genannt), (1759)
- Wistka Królewska (1759)
- Sady (1769)
- Wiersze (1769)
- Białobrzegi bei Plozk (1773)
- Deutsch-Grabie (1772)
- Rajschewo (1775)
- Kasan (1776)
- Deutsch-Wilkow (1777)
- Wiesendorf (Łączna) (1782)
- Skierdy (1782)
- Dembina-Holland (1786)
- Karolewo (1805)
- Rydzyner Kämpe (1812)
- Świdry Nowe
- Sadoleś (vor 1830) (südlich vom Bug gelegen)
- Płatkownica (vor 1830) (am Bug gelegen)
- Podole (nach 1830 aber vor 1850) (südlich von Warschau gelegen)
- Wicie (nach 1830 aber vor 1850)  (südlich von Warschau gelegen)
- Dąbrowa-Arciechowska (am Bug gelegen)
- Kikoler Kämpe (am Bug gelegen)
- Nowa Wieś Neudorf (1843) von Baron Karl Wilhelm von Ike gestiftet[7]
- Mostki
- Łączka
- Tylążno
- Smólnik
- Kępa Niemiecka
- Śladów
- Drwały
- Rakówo
- Łęg-Bieniew, dt. Name: Lengden

Südlich von Warschau entstanden auf Kämpen und Weichselinseln folgende Dörfer (für diese sind keine Gründungsdaten belegt):
- Zawadowska
- Okrzewska
- Celejowska
- Skurecka
- Wolczańska
- Kuźmin
- Piotrków
- Celejów